# 志真うた
志真うた（しまうた、3月11日 - ）は、日本のお笑い芸人（ピン芸人）、プロレスラー。歴史×温泉ナビゲーター。
富山県黒部市出身。ワタナベエンターテインメントに所属後、現在はフリー。デビュー後しばらくはシマウタ♪名義で活動し、のちに現在の芸名に変更。

## 来歴・人物
近畿大学在学中、大学の講師だった神澤和夫主宰による『神澤和夫創作舞踏研究所』にてコンテンポラリーダンスを学ぶ。大学卒業後、近畿地方にて広告代理店の企画営業職に就き、数々の賞を受賞。その後SOHOでWEBディレクター・クリエイター、近畿地方の異業種勉強会・交流会『プライム関西』スタッフとしても活動。
就職後は芸事から離れていたが、藤山直美のような喜劇役者を志し退職。2007年4月、ワタナベコメディスクール女性タレントコースに1期生として入学。翌2008年3月に卒業し、デビュー。
2012年7月、お笑いから身を引き、経済番組のスタッフとしてテレビ局の報道フロアで勤務した。しかし芸人の道を諦めきれず、テレビ局を退社し2017年8月に芸人活動を再開。
芸人以外では、イラストレーターとして飲食店の壁画や雑誌・WEBコラムでの挿絵を担当。また、かつては女性アイドルグループ（お風呂アイドル）OFR48（7期生）に所属するなど幅広く活動している。
温泉地の歴史について研究する”歴史×温泉ナビゲーター”としてもPodcastやイベント、講演会に出演。温泉観光士、温泉ソムリエのほか、歴史や温泉に関する資格を複数保有している。また、歴史恋愛研究家と称して活動していた。
英語検定2級、漢語水平考試3級、韓国語能力試験1級を保有する。

### 芸風

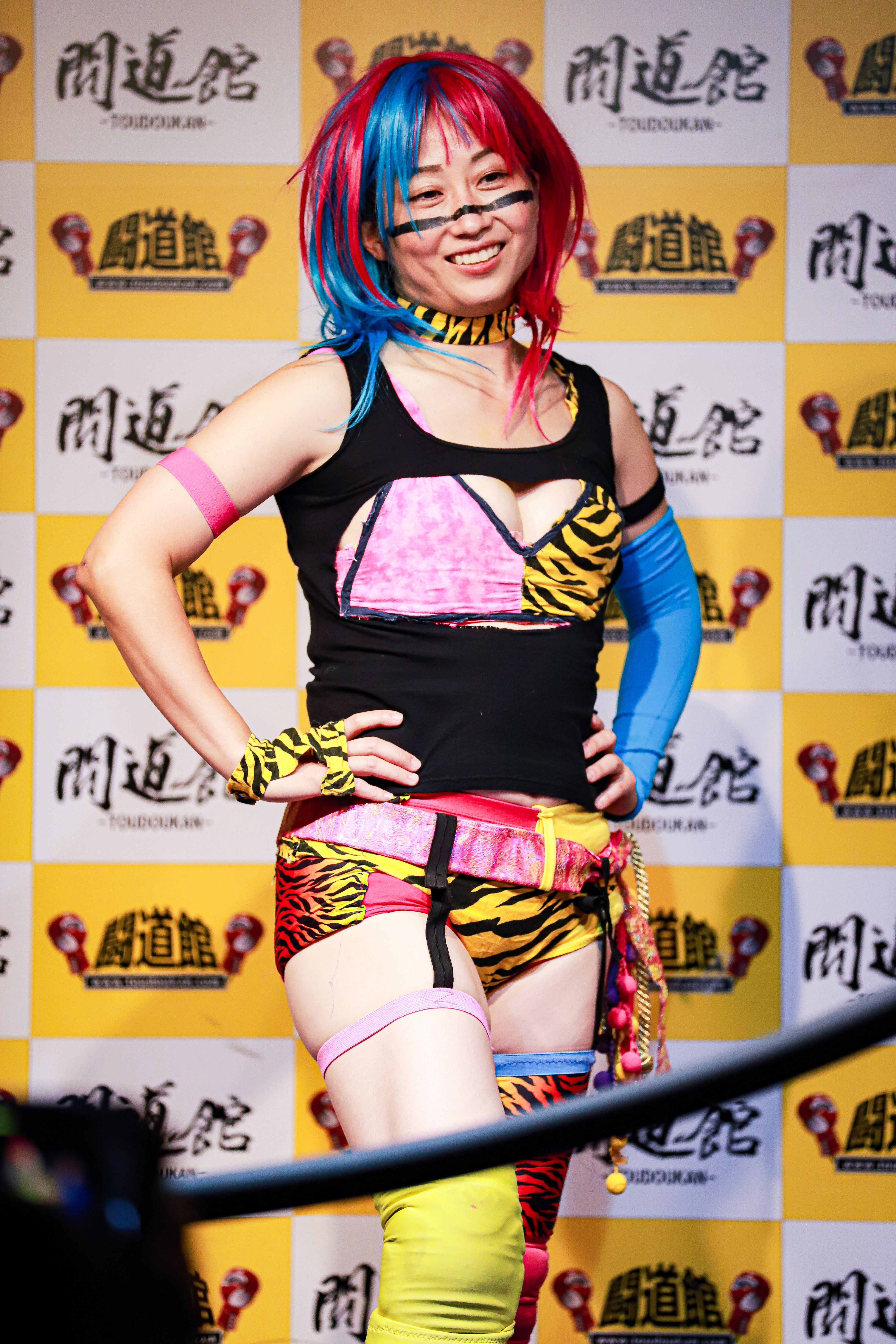
2023.07.07 SUGAMOプロレス ASHUKA選手

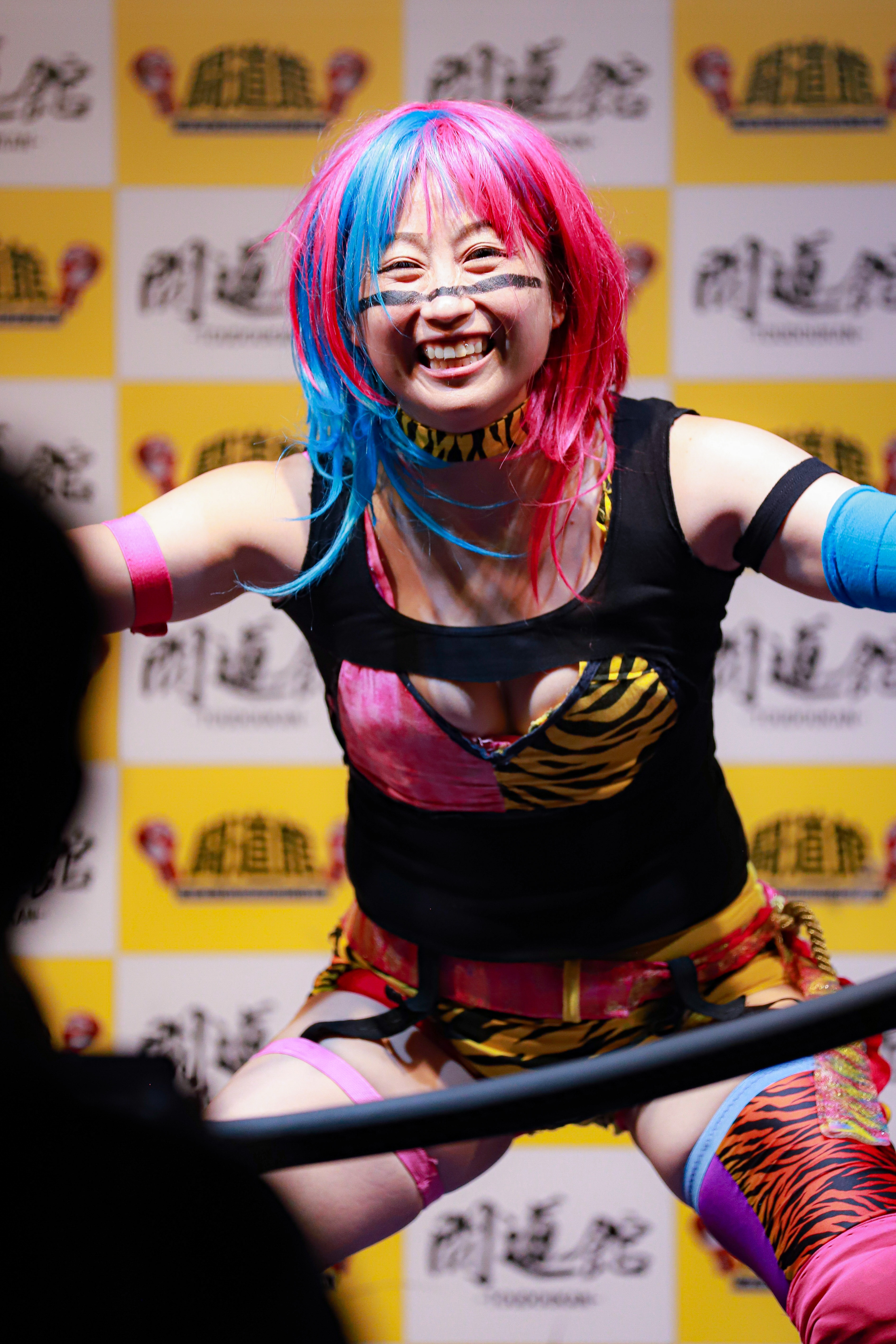
2023.07.07 SUGAMOプロレス ASHUKA選手

様々な職業、キャラクターに扮した一人コントを演じる。ネタの一部として、メトロノームのリズムに乗せた料理教室、『新婚さんいらっしゃい!』の新婚さん役、妊娠中という設定で胎児と漫才を演じるなど。
芸人復帰後は壇蜜のものまねを取り入れた漫談やショートコントを頻繁に演じ、その後は通常の漫談が多くを占めている。
メインとなるものまねレパートリーは壇蜜。そのほか安田美沙子、仲間由紀恵、世界・ふしぎ発見!のミステリーハンター、バスガイド、自動音声、ZARD、森高千里、リンドバーグなど。また『ものまねBiSH』（BiSHのものまねユニット）ではハシヤスメ・アツコを真似て『ヨセアツメ・ウタコ』を名乗っている。
お笑いプロレス団体である『SUGAMOプロレス』では、WWEのスーパースターASUKAをモチーフとしたASHUKAとして参戦。

### プロレスラーとして
芸人としてプロレスラーの物真似でも活動する中で、ネタ作りとしてプロレスの受け身などを学ぶ目的で、先に知り合いのMASA☆TAKAが入っていた女子プロレスラーの伊藤薫主宰による一般向けプロレス教室『TEAM☆フットスタンプ』に2022年2月より参加。レギュラー番組が2本同時に終了するタイミングがちょうどプロテストの時期と重なったことでプロ挑戦を決意。

#### 2023年
- 4月8日、伊藤道場で行われたプロテストに合格[9]。
- 12月29日、伊藤道場『ムゲン Connect-10』にて渡辺智子（Marvelous所属）戦でプロデビュー[1]。

#### 2024年
- Evolutionレギュラー参戦オーディションに挑戦[1]。

## 出演

### テレビ
- 〜通しか知らない究極の一日〜熱狂!1/365日のマニアさん→熱狂マニアさん!（TBS）
- モヤモヤさまぁ〜ず2 IN東京・大森（テレビ東京）
- ニンゲン観察バラエティ モニタリング（TBS）
- ナカノチャンネル（通販番組）（テレビ東京、他）
- 99人の壁（フジテレビ）
- ものまねグランプリ（日本テレビ） - 2018年5月22日初出演（「ものまね姉妹」として）
- ヒルナンデス!（日本テレビ） - 2020年8月14日（「Mane Project」挑戦者）
- EDO KIDS（テレビ埼玉）
- ☆スタ缶〜レジェンド☆（あっ!とおどろく放送局）
- ぶちぬき女芸人 （あっ!とおどろく放送局）- 2010年4月26日

### ラジオ
- NEVERMIND!! 木曜日・波田陽区の裏までテキーラ（FM-FUJI）

### Podcast
- 産経Podcast『歴史の陰に名湯あり』

### 映画
- 『明ける夜に』真紀子役

### ライブ
- WEL Jr.
- TEPPEN
- スマイル☆スパーク
- お笑い無法地帯
- 女だらけの無法地帯
- 疾風迅雷ライブ
- 笑いの源
- ぽけぇっとライブ
- ボビーにおまかせ
- 笑ギャラリー
- ガールズガーデンフェスティバル（Studio TWL）
- 超新塾単独ライブ『四人のおばかと一人のどあほぉ』
- DJきーぽん×OH!ルーシーコラボライブ『ドライマティーニvol.2』
他、舞台、自主映画、イベント等に出演